# Manga Life
Manga Life (まんがライフ?, Manga Raifu) è una rivista di manga pubblicata da Takeshobo in Giappone sin dal novembre 1984. La maggior parte delle serie è in formato yonkoma.

## Serie

### Attuali
Le serie seguenti sono attualmente pubblicate nel Manga Life. Se noto è indicato il numero della prima pubblicazione.
- Arai Kiyokazu no 4-koma Wideshow (Kiyokazu Arai, 2001)
- Ayumi Full Throttle!! (Masaki Mashū, Febbraio 2007)
- Because, Yankee-Mama (だってヤンママ) (Reiko Sumi, 1996)
- Bonobono (Mikio Igarashi, Giugno 1986)
- Damekko Dōbutsu (Noriko Kuwata, Giugno 1986)
- Dōbutsu no Oshaberi (Akira Shinsenji, Luglio 2005)
- Dōsuru!? Wanko (Yukie Nasu, Marzo 2003)
- Furiten-kun→Shin Furiten-kun (Masashi Ueda, Gennaio 2001 (titolo cambiato nel Marzo 2002))
- Good Morning Teacher (Naoki Shigeno, Ottobre 1999)
- Kachō to Yobanai de (Ikura Chihaya, Luglio 2006)
- Kokemomo-san (Yumiko Nakashima, Gennaio 2007)
- Kuriko no Himekuri Calendar (Reiko Terashima)
- Momota, Eiga Mimasuta. (Momota Nakahara, Ottobre 2002)
- Motemote Nē-chan (Miho Arimoto, Aprile 2004)
- Nanako Masshigura! (Keiko Koike, Luglio 2004)
- Natchan wa ne!? (Hiroko Minami, 1996)
- Neko Goyomi (Makoto Sawada, Agosto 2005)
- Nemuranai Eve (Mineo Maya, da gennaio 2002 in ogni uscita di gennaio)
- Okiraku Gokuraku Debu Neko Seikatsu (Bibikku, Gennaio 2007)
- Otō-san wa Toshishita (Akira Hōjō, Giugno 2006)
- PaPaPa Paradise (Chino Kurumi, Luglio 2002)
- Pet no Oshaberi (Akira Shinsenji, Giugno 1986)
- Poyopoyo Kanstatsu Nikki (Rū Tatsuki, Settembre 2004)
- Puapua Lips (Hayako Gotō, Novembre 2006)
- Ragan de Go! (Mikiko Yoshida, Aprile 2003)
- Tadaima! (Megumi Tanzawa, Luglio 2007)
- Takami Tallest (Riyo Mizuki, Maggio 2003)
- Teketeke My Heart (Izumi Takemoto, Febbraio 2000)
- Uchi e Ikō yo! (Tomoko Ogasawara, Marzo 2007)
- Uwa no Sora Tutorial (Takayuki Mizushina, Ottobre 2005)
- Waku Waku Working (Ōhashirui, Aprile 2001)
- Yoiko no Shigoto (Hiroaki Magari, Giugno 2006)

### Famosi
Le serie seguenti sono apparse nel Manga Life.
- Ashita mo Arashi! (Tomoko Ogasawara, Settembre 2004 - Dicembre 2006)
- Bikei to Iu Na no Kachō (Riko Mikata, 1999 maggio 2003)
- Bitter Heart Sugarcoat (Shinobu Arima, Maggio 2001 - 2002)
- Boku no Katei Kyōshi (Tōko Shiwasu, Ottobre 2002 - Settembre 2004)
- Boku no Suki na Yukko Sensei (Issei Kawabata, Giugno 1986 - ?)
- Chōkazoku Oyako Donburi (Yoshiko Tsuchida)
- Datte L Size (Keiji Murakami)
- Dochira Made! (Nobara Nonaka, 1997-2002)
- Doki Doki Kyōdai Life (Hayako Gotō, Dicembre 1999 - Maggio 2003)
- Dorīn Atchan (Akkiu, ? - Giugno 2004)
- Furiten-kun (Masashi Ueda, Novembre 1984 - 1994)
- Furiten-kun 2000 (Masashi Ueda, Gennaio - Dicembre 2000)
- Futari ga Ichiban (Mariko Kubota, Settembre 1997 - Settembre 2006)
- Gokigen Wakana-san (Hideharu Akaza)
- Gokuraku Gohan (Mikriko Takeda, ? - 1997)
- Hakui no Ten-chan (Sanpei Yamada)
- Harikiri Paper Boys (Kuranosuke Chūshin, Ottobre 2003 - Febbraio 2005)
- Hiruma-san. (Shin Itō, Settembre 2003 - Marzo 2006)
- Honma Desse Okyaku-san!! (Takashi Murakami, 1996-2000)
- Hontō ni Atta Yukai na Hanashi (Miruku Tajima, 1995 - Marzo 2006)
- Ikinari Don-chan (Aoi Morimura, ? - 2002)
- Itoshi no Deburin (Issei Kawabata, ? - 1996)
- Itoshi no My Honey (Benda Suzuki, Dicembre 2002 - Maggio 2007)
- Itsumo Kokoro ni Minamikaze (Megumi Tanzawa, Ottobre 2005 - Maggio 2007)
- Kachō! Deban Desu (Akira Shibata)
- Kitaikebukurō Kasumi-shō (Fumi Saimon & Eri Sakai, Novembre 2004 - Maggio 2006)
- Kochira Nekomeya Eigyōchū (Akiko Yoshimoto, 2000-2001)
- Kyō no Osusume! (Tomoko Nitta, 1996 - Giugno 2005)
- Love Love Aishiteru (Linda Gyūnyū, Ottobre 2004 - Febbraio 2007)
- Machi no Marriage (Masayuki Mori, 1998 - Gennaio 2002)
- Makashite Ōsakajō (Chino Kurumi, ? - Aprile 2001)
- Mariko no Koibito (Mikiko Yoshida, 1997 - Marzo 2003)
- Moe-chan wa Middle Name (Anzu Koguma, Dicembre 2005 - Luglio 2007)
- Muteki no OL!! Kandori Tsubasa (Fumizō Morita, 1999-2002)
- Naku na! Tanaka-kun (Hiroshi Tanaka)
- Naomi no Tsureteke Kōshien (Yoshio Kawashima, August 2003 - Novembre 2006)
- Neko no Te Kashimasu! (Yōko Sanri, 1999 - Ottobre 2004)
- Nekomimi wa Usu (Chino Kurumi, Maggio 2001 - 2002)
- Niko Niko Egao (Masashi Ueda, 1995-1999)
- Nohohon Nori-san (Shinri Mori, 1999 - 2002)
- Obatarian (Katsuhiko Hotta, ? - 1998)
- Ōbeya Wappa-kun (Hisashi Taira)
- Okashi na Kazoku (Chino Kurumi, ? - 1996)
- Omezame! Megu-chan (Tomoko Niita, Luglio 2005 - Agosto 2006)
- Oyome ni Onizuka (Getsu Takabayashi, Gennaio 2006 - Dicembre 2007)
- Papetto Mapetto no Kochira Chinjū Heya!! (Papetto Mapetto, 2003 - Settembre 2006)
- Pocket Tama-chan (Eiji Ide, 2000 - Gennaio 2004)
- Pokkī-kun (Shō Tanaka, ? - 1997)
- Sensei to Watashi (Tomoko Ogasawara, 1998 - Agosto 2004)
- Shataku na Seikatsu (Kahiro Okuya, Novembre 2000 - Gennaio 2004)
- Shima Shima e Yōkoso (Wakako Nariyuki, 1998 - Giugno 2003)
- Shiro to Arukeba (Kazuhiro Uchida, 1995-2001)
- Shopping no Joō (created by Usagi Nakamura, disegni di Akiko Morishima, Dicembre 2000 - Dicembre 2005)
- Super Shufu Tsukimi-san (Yoshito Usui, ? - Maggio 2003)
- Tagayashite Fall in Love (Hayako Gotō, Aprile 2003 - Settembre 2006)
- Taishō Maron (Yayoi Takamatsu, Marzo 2003 - Aprile 2005)
- Tobidase Hyōryū Kazoku (Shunji Kosaka, Maggio 2001 - Luglio 2003)
- Tokimeki Couple (Mariko Kubota, ? - 1996)
- Tokimeki Momoiro High School (Chiharu Sasano, Maggio 2002 - Novembre 2006)
- Tōkon Kazoku (Akiko Yoshimoto, 1988 - 1996)
- Trouble Cafe! (Megumi Tanzawa, 1996 - Settembre 2005)